# Diphylleia grayi
Diphylleia grayi är en berberisväxtart som beskrevs av Friedrich Schmidt. Diphylleia grayi ingår i släktet Diphylleia och familjen berberisväxter. Utöver nominatformen finns också underarten D. g. incisa.

## Bildgalleri

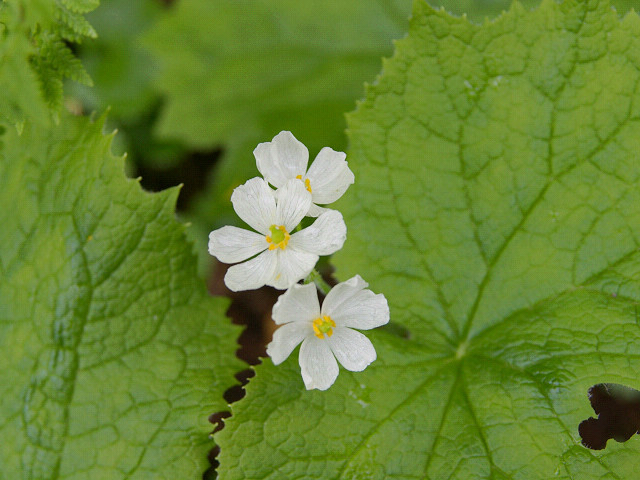
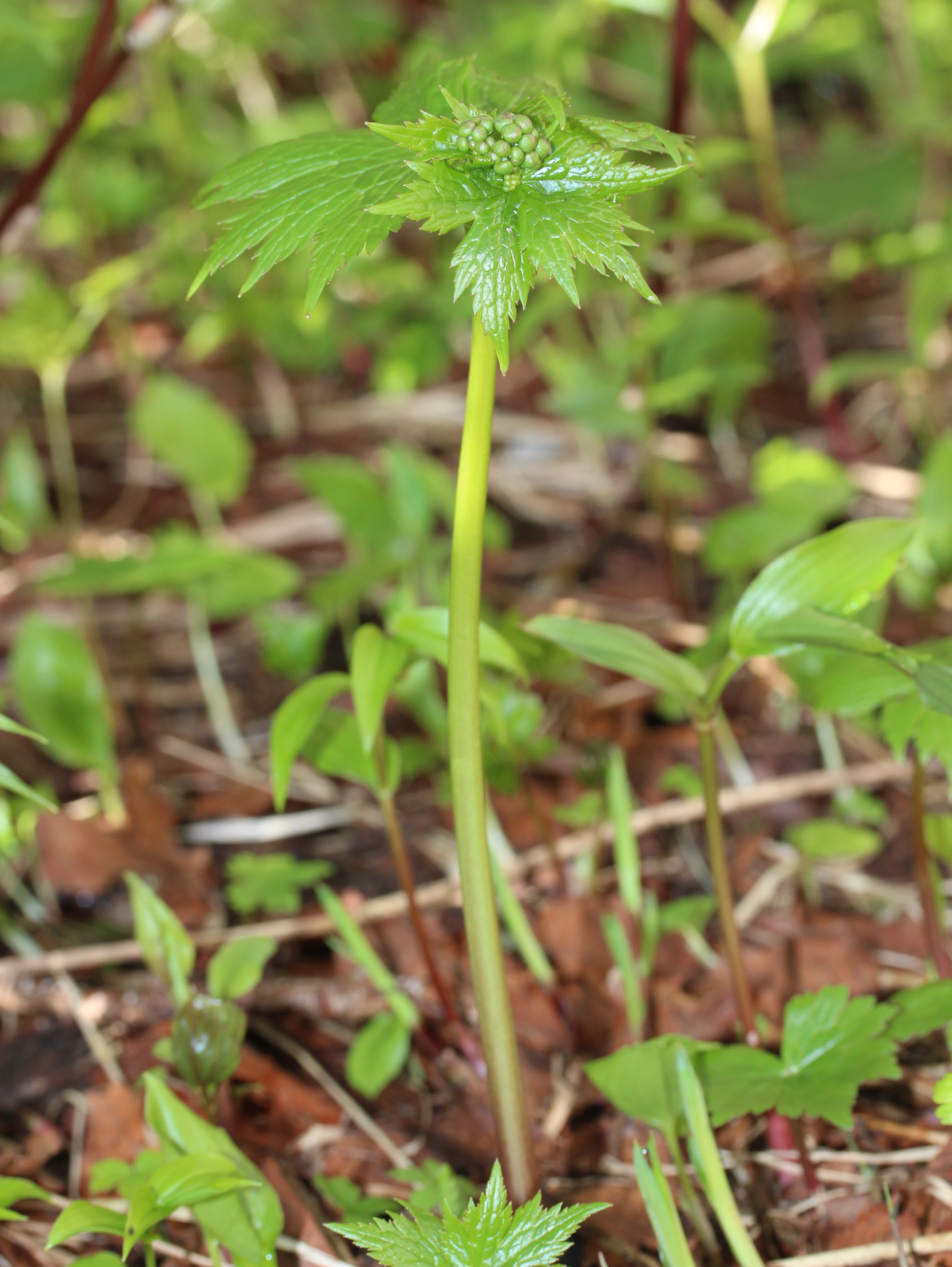
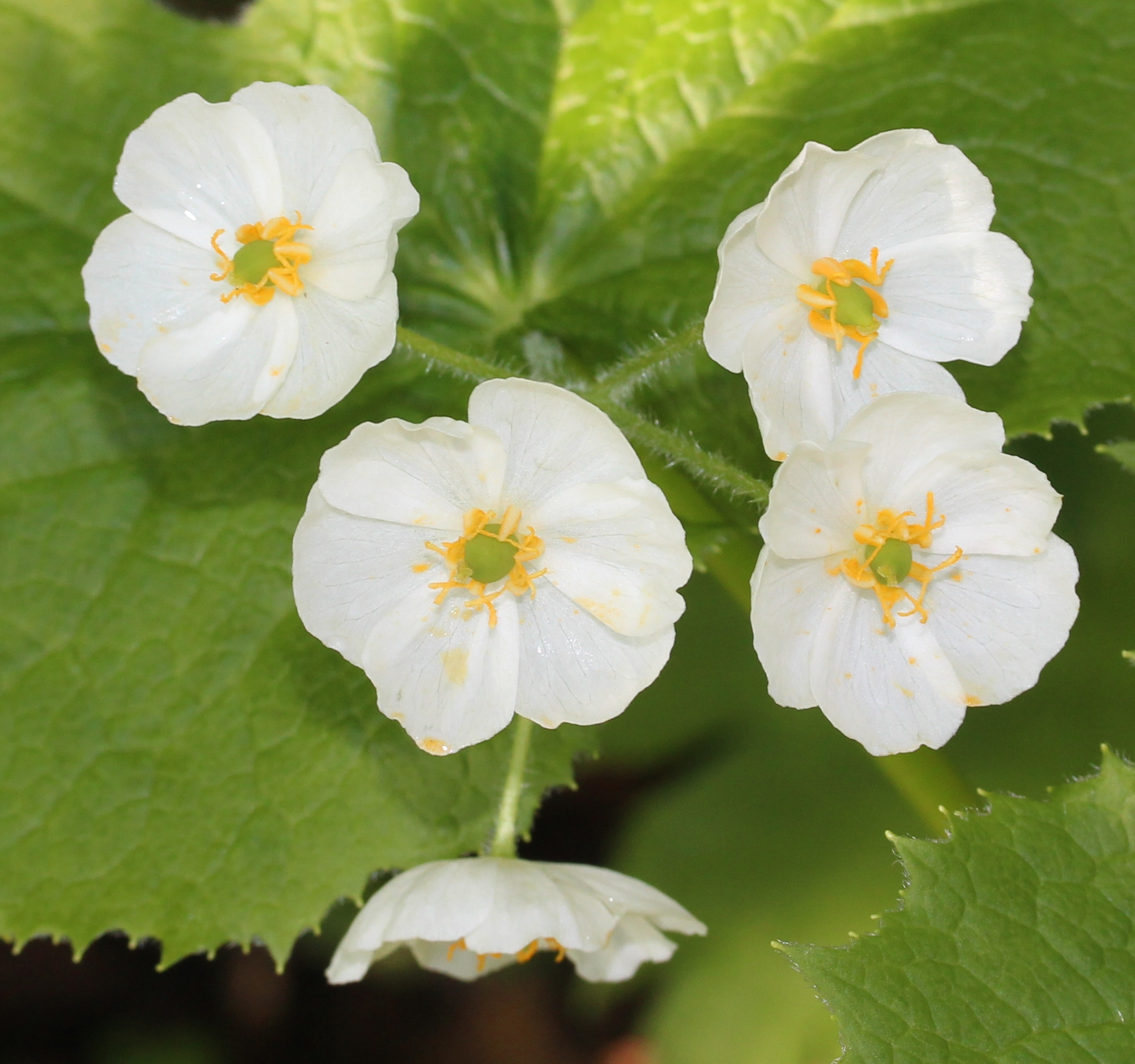
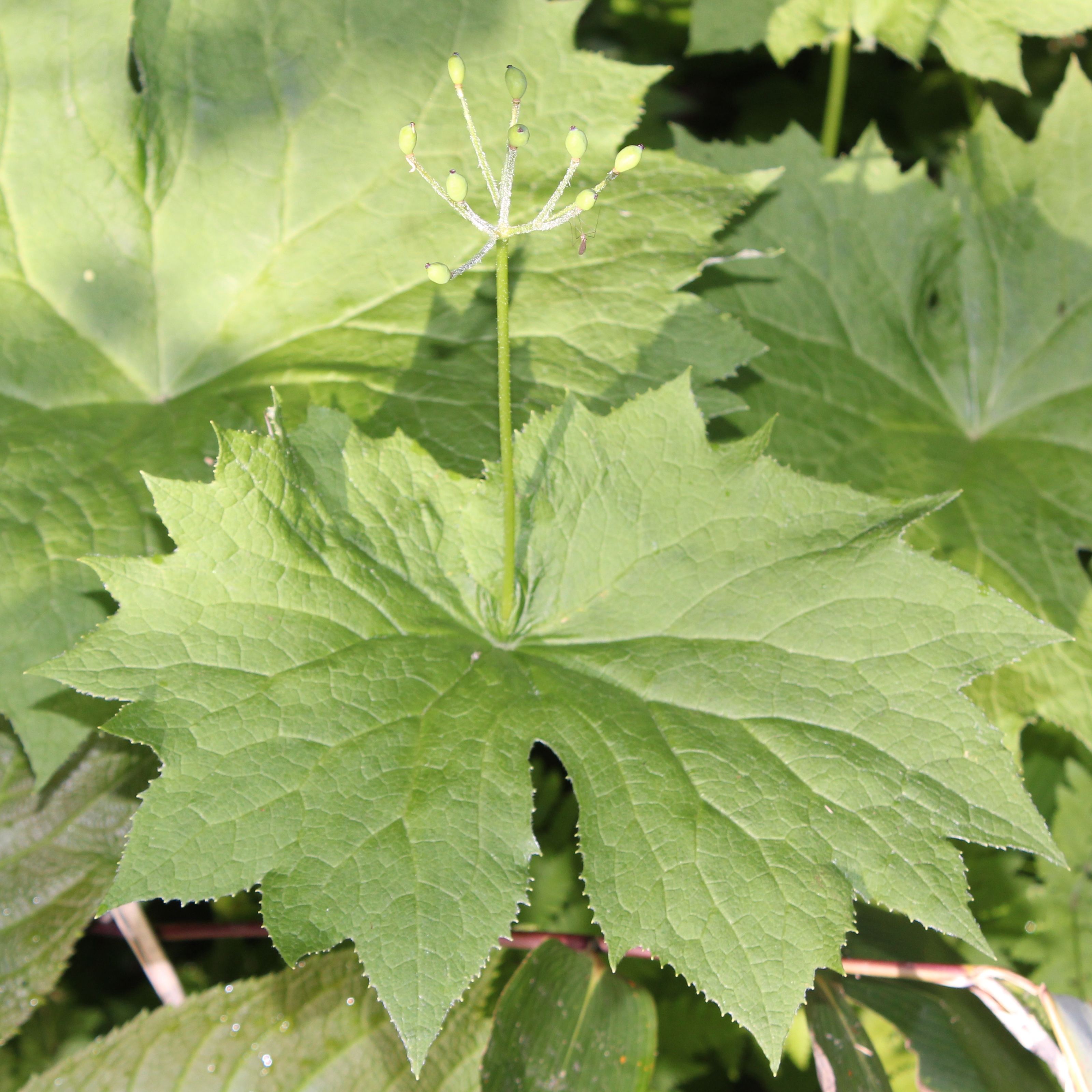